# ロンドン交響曲 (ハイドン)
『ロンドン交響曲』は、フランツ・ヨーゼフ・ハイドンがヨハン・ペーター・ザーロモンの招きによってイギリスのロンドンを訪問するにあたって、1791年から1795年にかけて作曲した12曲の交響曲の総称である。他にも『ロンドン・セット』や、招聘者にちなんで『ザーロモン交響曲』（または『ザーロモン・セット』）などと呼ばれることがある。
ハイドンの最初のロンドン訪問中に書かれた第93番から第98番と、2回目のロンドン訪問にあたってウィーンおよびロンドンで書かれた第99番から第104番の2つのグループに大別できる。
また、現在では第104番のみを単独で『ロンドン交響曲』と呼ぶこともあり、特に日本ではむしろこちらのほうが主流となっている。

## ロンドン交響曲に含まれる交響曲
- 第1期（1791年 - 1792年）
  - 交響曲第93番 ニ長調 Hob. I:93
  - 交響曲第94番 ト長調『驚愕』 Hob. I:94
  - 交響曲第95番 ハ短調 Hob. I:95
  - 交響曲第96番 ニ長調『奇蹟』 Hob. I:96
  - 交響曲第97番 ハ長調 Hob. I:97
  - 交響曲第98番 変ロ長調 Hob. I:98
- 第2期（1793年 - 1795年）
  - 交響曲第99番 変ホ長調 Hob. I:99
  - 交響曲第100番 ト長調『軍隊』 Hob. I:100
  - 交響曲第101番 ニ長調『時計』 Hob. I:101
  - 交響曲第102番 変ロ長調 Hob. I:102
  - 交響曲第103番 変ホ長調『太鼓連打』 Hob. I:103
  - 交響曲第104番 ニ長調『ロンドン』 Hob. I:104

一部の交響曲に愛称が付与されているが、いずれもハイドン自身が名づけたものではないとされる。しかし、第100番『軍隊』については、初演の新聞予告にすでに『軍隊交響曲』という呼び方が使われていたため、この曲を『軍隊』と名付けたのはハイドン自身ではないかという説もある。

## クラリネットの使用
初期のクラリネットは制約が大きく、またエステルハージ家のオーケストラにクラリネット奏者が短期間しかいなかったこともあり、ハイドンの交響曲ではクラリネットを使用してこなかった。ロンドン交響曲では従来のハイドンの曲よりも管弦楽の規模が大きく、第2期ロンドン交響曲のうち第102番以外の5曲で初めてクラリネットが使われた。ただし、ほかの管楽器にくらべるとその使用はまだ控え目であり、第101番『時計』では他の楽器と同じ音を重複して吹いているだけでほとんど聞こえない。第100番『軍隊』では第2楽章にのみ出現し、イェニチェリの軍楽を模倣する。
なお、晩年のハイドンの曲ではクラリネットは多用される（『天地創造』や後期のミサ曲など）。